# ひかり宅配便
ひかり宅配便（ひかりたくはいびん）とは、現在のJRの前身である国鉄が、小荷物営業強化のために1985年（昭和60年）に開始した新サービス。市中の取次店による荷物の引受けサービスと、配達先への直接宅配サービスを鉄道小荷物輸送に付加することにより、発送・受取の際利用者が駅へ出向く不便を解消して民間宅配便に対抗することを目指したもの。

## 概要
少量物品の輸送手段として長い歴史のある鉄道小荷物輸送も、1970年代後半（昭和50年代前半）に入ると、民間宅配便の発達と郵便小包のサービス改善により利用者が流出し、取扱個数が著しく減少することとなった。これら競合商品に対して鉄道小荷物のサービスが著しく劣る点の最大のものは、荷物の発送・受取の際、原則として利用者が荷物取扱駅へ出向かねばならない（鉄道荷物会社に集荷・配達を頼むこともできるが手続き・料金が別途発生する）点であり、これを解消することにより取扱個数を回復し、小荷物営業の経営改善を図ることを狙っていた。
荷物発送の取次店としては、民間宅配便に倣って市中の酒店・米穀店を選んだ他、日本自動車整備商工組合との提携により、自動車整備工場も取次店に加えた。当時、車検制度の改正に伴って自動車整備事業者の業務量も減少しており、新たな収益を確保したいとする自動車整備事業者側の考えとも合致したもの。今日では宅配便取次を行う事業者は幅広い業種に及んでいるが、当時はユニークな取り組みとして注目された。自動車整備工場による取次店約1,000箇所、酒店・米穀店による取次店約7,500箇所の計約8,500箇所で、サービスをスタートさせることとなった。
発送側の取次店から荷物取扱駅への輸送と、到着側の荷物取扱駅から荷受人への配達（到着側は取次店を経由しない）は、国鉄関連企業で全国に21社存在する鉄道荷物会社が担い、全国に集配網を構築した。それまでの別途集配依頼ではなく一貫輸送を前提とした輸送体制を組むこととなった。
運賃制度についても、集荷・配達料との一本化、サイズの細分化等の改善を図って民間宅配便並みの運賃水準に抑えることとしていた。
折から、既に「国鉄改革」が大詰めを迎えつつある情勢であり、国鉄各部門が懸命に打ち出していたサービス改善策のうち、小荷物分野における一つの成果であった。

## スタートと撤退
以上の体制で、1985年（昭和60年）5月1日よりサービスの提供が開始された。約8,500箇所で発足した取次店は、最終目標としては約10万箇所まで増やす計画であり、サービス開始翌年の1986年（昭和61年）には約11,000箇所まで増えていた。
しかしながら、サービス提供開始から僅か1年後の1986年（昭和61年）5月には早くも撤退方針が発表される。同年11月予定のダイヤ改正で小荷物営業を全廃することが予定されていたが、これを機にこのサービスからも国鉄は撤退するというものであった。理由としては、送達日数が民間宅配便に劣る等のため取扱個数が伸びず（1986年（昭和61年）3月の取扱個数は約5万個と発表）、民営化新会社に引継いでも大きな伸びが期待できないことが挙げられていた。
また、鉄道小荷物輸送が全廃されることに伴い、それに対する輸送体制再編に取り組みきれなくなったことが、国鉄が手を引く原因となったのではないかとも推測される。見方を変えれば、新聞社等大口荷主の流出、郵便の輸送転換等により鉄道小荷物輸送が輸送財源を失い、荷物列車等の運行継続が困難となる中で、「ひかり宅配便」がそれ自体で鉄道小荷物輸送を成り立たせ得る程には成長していなかったということもできる。折悪しく、このサービスが開始された1985年（昭和60年）から1986年（昭和61年）にかけては、郵政省が郵便輸送体系を鉄道から自動車・航空機に大幅に切り替え、多くの鉄道郵便線路が廃止となった時期にあたる。鉄道小荷物輸送の財源だった小口の手小荷物、新聞や雑誌等の大口荷物、鉄道郵便の三者のうち後二者が失われたことで荷物専用列車の設定にも大きな影響を与え、幹線輸送体系が崩壊する時期であり、その登場があまりに遅かった憾みがある。

## 終焉
これにより「ひかり宅配便」は、国鉄の事業としては撤退するものの、一定の利用が見られるようになっていたこともあり、鉄道荷物会社の事業に移管して営業を続けることが計画された。1986年（昭和61年）11月改正以降は、ブランド名を変更し、取次店による引受と鉄道荷物会社による宅配体制は継続しつつ、幹線輸送は鉄道コンテナ又は路線トラック（鉄道荷物会社自体が路線トラックの事業免許を有する場合はそれによる。有しない地域では各地の路線トラック事業者による）に転換するというもので、これまでとは逆に鉄道荷物会社が全体の運賃を収受し、国鉄は鉄道コンテナ輸送分の運賃のみを鉄道荷物会社から受け取る関係となることとされていた。
しかしながら、鉄道荷物会社側から見た場合、一定の利用が見込まれる大都市圏等ならそれなりに安定した収益を上げることも期待できたが、取扱荷物数の少ない地方線区においては逆に大きな負担となると見込まれた。小規模な地方線区の鉄道荷物会社には、地域の限定された区域トラックの事業免許しか持たず、国鉄からの集配運賃でトラック部門を成り立たせていたものの、小荷物営業の廃止で大幅に業務受託収入等が失われる中で「ひかり宅配便」の事業主体となって全国への輸送業務を自ら実施するだけの力を持たない社も少なくなかったのである。規模の大きい社が全体の事業主体となる、あるいは事業主体となる幹事会社を設立する（小規模な社は事業主体の社から集配運賃を受ける）ような体制とはならなかった模様で、国鉄の撤退発表から2ヵ月後の1986年（昭和61年）7月には、鉄道荷物会社21社のうち6社が「ひかり宅配便」の業務からの脱退を表明。国鉄系列の企業による全国輸送網の維持は実現できなくなった。
以後、1986年（昭和61年）11月に国鉄の小荷物営業全廃、1987年（昭和62年）には国鉄の分割民営化を迎えるが、その大きな流れの中で「ひかり宅配便」については特に新たな発表・報道も見られず（主要な報道でも最後まで「鉄道荷物会社の営業に移管」となっていた）、以降の顛末については確認できていない。
ただ、鉄道荷物会社だった企業のうち、規模の大きかった東京鉄道荷物（現・ジェイアール東日本物流）等には、事業の一つとして後年まで宅配事業を営んでいた例もある。取次店を設けて一般からの荷物を受け付ける当初のコンセプトとは異なり、企業等の大口の発送元からの受注が主体となったものと思われるが、「ひかり宅配便」はこれらの事業に次第に移行していったものとも考えられる。